# Род-айленд (порода курей)

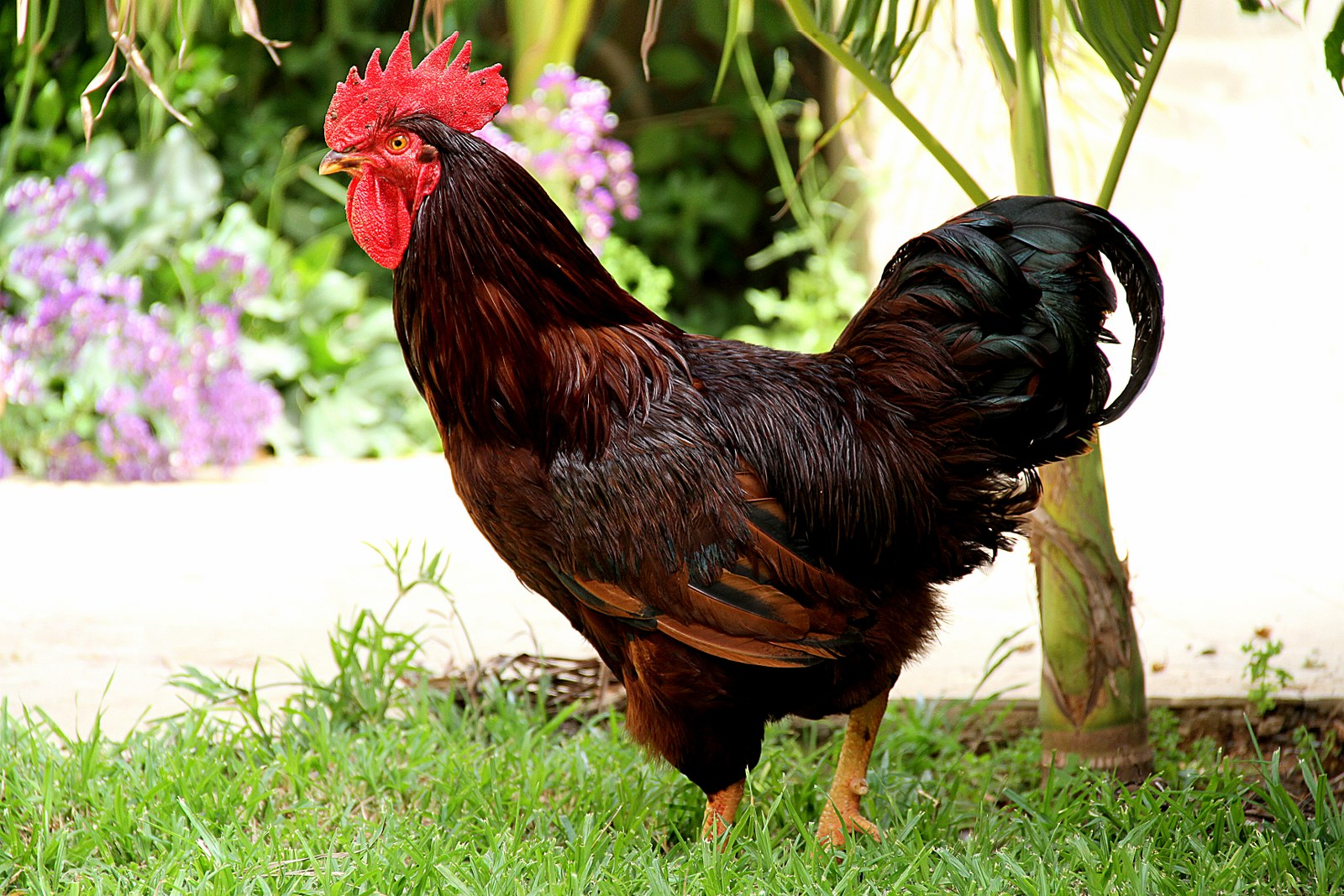
Півень

Род-айленд (англ. Rhode Island Red) — порода курей м'ясо-яєчного напрямку продуктивності. Виведена у США.

## Історія
Виведена в другій половині XIX століття в США схрещуванням червоних малайських і пальових кохінхінів з підливом крові бурих леггорнів, корніш і віандот. У свою чергу, за участю цієї породи були виведені кури нью-гемпшир.

## Продуктивність
Півні важать 3,5-3,8 кг, кури 2,7-3,0 кг. Несучість 160—170 яєць. Інкубаційні властивості яєць хороші.

## Екстер'єр
Корпус род-айленд прямокутної форми, горизонтально поставлений, глибокий і широкий. Груди опуклі; спина довга, пряма; крила невеликі; хвіст добре оперений невеликий; ноги міцні; шкіра жовта. Оперення на тулубі коричнево-червоне (кермові і частково махові пера чорні), на ногах — жовте. Дзьоб жовтий; вушні мочки — червоні.

## Особливості породи
Статева зрілість курей настає у віці сім місяців. Життєздатність висока. Род-айленд використовують у виведенні бройлерів.